# Juegos Paralímpicos de Nagano 1998
Los Juegos Paralímpicos de Nagano 1998 fueron los séptimos Juegos Paralímpicos de Invierno y se celebraron en Nagano, Japón, entre el 5 y el 14 de marzo de 1998.

## Deportes
Sólo cuatro deportes estuvieron en el programa olímpico oficial para estos Juegos, para contabilizar un total de cinco disciplinas diferentes.
- Carrera de trineos
- Esquí alpino
- Esquí nórdico
  - Biatlón
  - Esquí de fondo
- Hockey sobre hielo

## Delegaciones participantes
Un total de 31 países participaron en esta edición de las Paralimpiadas.
| - Alemania (GER) - Armenia (ARM) - Australia (AUS) - Austria (AUT) - Bielorrusia (BLR) - Bulgaria (BUL) - Canadá (CAN) - Corea del Sur (KOR) - Dinamarca (DEN) - Eslovaquia (SVK) - Eslovenia (SLO) | - España (ESP) - Estados Unidos (USA) - Estonia (EST) - Finlandia (FIN) - Francia (FRA) - Irán (IRI) - Italia (ITA) - Japón (JPN) - Kazajistán (KAZ) - Noruega (NOR) | - Nueva Zelanda (NZL) - Países Bajos (NED) - Polonia (POL) - Reino Unido (GBR) - República Checa (CZE) - Rusia (RUS) - Sudáfrica (RSA) - Suecia (SWE) - Suiza (SUI) - Ucrania (UKR) |

## Medallero
| Núm. | País                 | Oro | Plata | Bronce | Total |
| ---- | -------------------- | --- | ----- | ------ | ----- |
| 1    | Noruega (NOR)        | 18  | 9     | 13     | 40    |
| 2    | Alemania (GER)       | 14  | 17    | 13     | 44    |
| 3    | Estados Unidos (USA) | 13  | 8     | 13     | 34    |
| 4    | Japón (JPN)          | 12  | 16    | 13     | 41    |
| 5    | Rusia (RUS)          | 12  | 10    | 9      | 31    |
| 6    | Suiza (SUI)          | 10  | 5     | 8      | 23    |
| 7    | España (ESP)         | 8   | 0     | 0      | 8     |
| 8    | Austria (AUT)        | 7   | 16    | 11     | 34    |
| 9    | Finlandia (FIN)      | 7   | 5     | 7      | 19    |
| 10   | Francia (FRA)        | 5   | 9     | 8      | 22    |